# Puerto de expansión de PlayStation 2

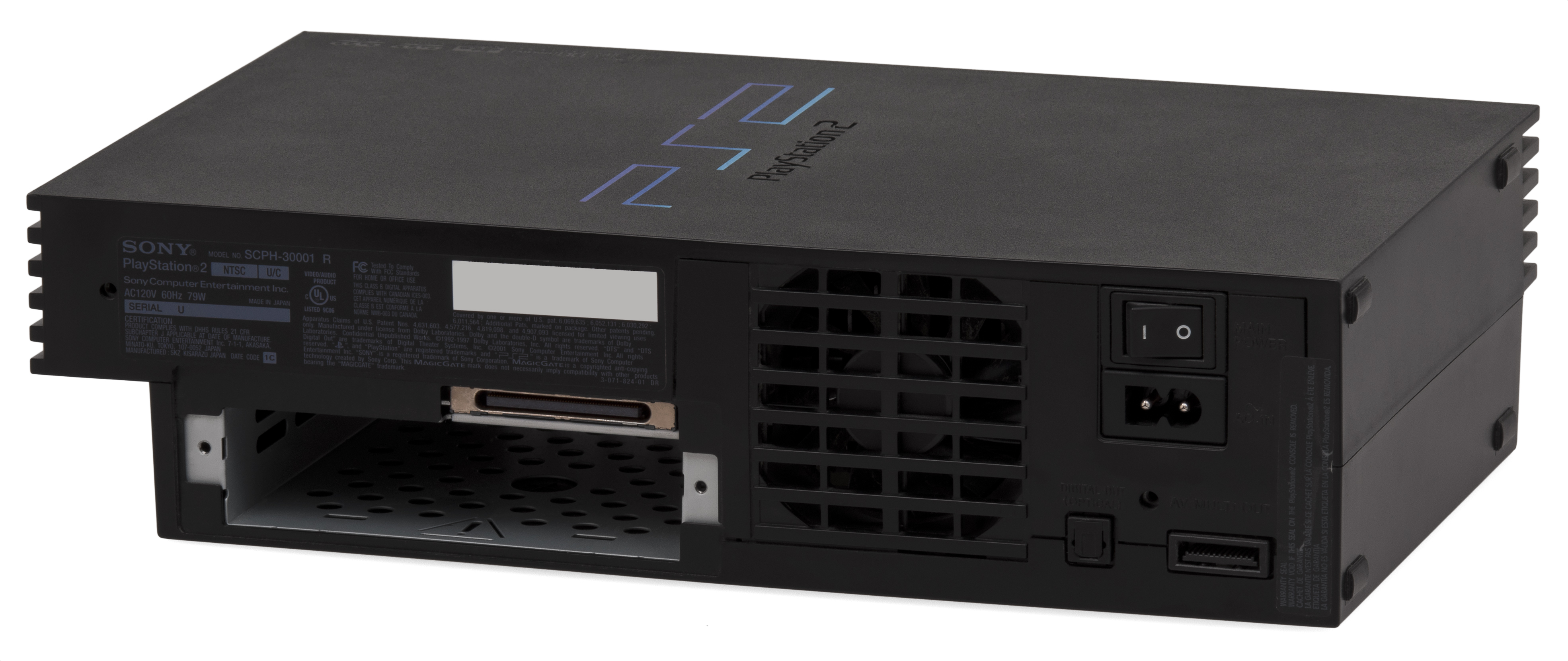
El reverso de PlayStation 2 muestra el puerto de expansión en el modelo de PlayStation 2 SCPH-30001

El puerto de expansión de PlayStation 2 es una unidad de 3,5" introducida en los modelos 30000 y 50000 de PlayStation 2 (que reemplaza la ranura PCMCIA utilizada en los modelos 10000, 15000 y 18000, y ya no está presente a partir del modelo 70000) diseñada con un adaptador de red y un adaptador de disco duro interno (HDD). Estos periféricos mejoran las capacidades de la PS2 para permitir el juego en línea y otras características que se mostraron en el E3 2001.

## Adaptador de red
El adaptador de red se lanzó junto con el lanzamiento del servicio PlayStation 2 Network Play. Había dos modelos del adaptador disponibles: uno con un módem de acceso telefónico y un conector Ethernet para conexión a Internet de banda ancha (vendido en América del Norte) y otro con solo una interfaz Ethernet (vendido en Europa y otras regiones). Se incluye un disco de inicio ("Disco de acceso a la red") con el Adaptador de red e instala un archivo en la tarjeta de memoria para la configuración de conexión a la que pueden acceder todos los juegos compatibles con el Adaptador de red. Pro Skater 3 de Tony Hawk se lanzó en noviembre de 2001 y admitía el hardware del adaptador de red, pero no el software, ya que no se finalizó hasta mucho más tarde.
El adaptador de red también proporciona una interfaz ATA paralela y un conector de alimentación de unidad de disco Molex para permitir la instalación de un conector 3.5 en la unidad de disco duro IDE en la bahía de expansión. Como los dos conectores de disco están en placas de circuito independientes del adaptador de red principal, hay disponibles reemplazos de conectores de terceros, incluido un conector SATA y un convertidor IDE a SATA.
Los modelos Slimline PlayStation 2 tienen un puerto Ethernet incorporado, pero no tienen una interfaz oficial de disco duro. Sin embargo, el primer modelo slim (SCPH-70000) tiene un adaptador de red completo integrado (incluido un módem analógico en los primeros modelos norteamericanos) y puede modificarse para agregar una placa de conexión IDE externa. Desde la serie SCPH-75000 en adelante, la funcionalidad Ethernet se integró en el procesador de E/S (que fue completamente rediseñado internamente), eliminando por completo la interfaz del disco.
La velocidad máxima admitida es de 100 Mbit/s, en dúplex completo. También es compatible con versiones anteriores de hardware y configuraciones de 10 Mbit/s.

## Disco duro

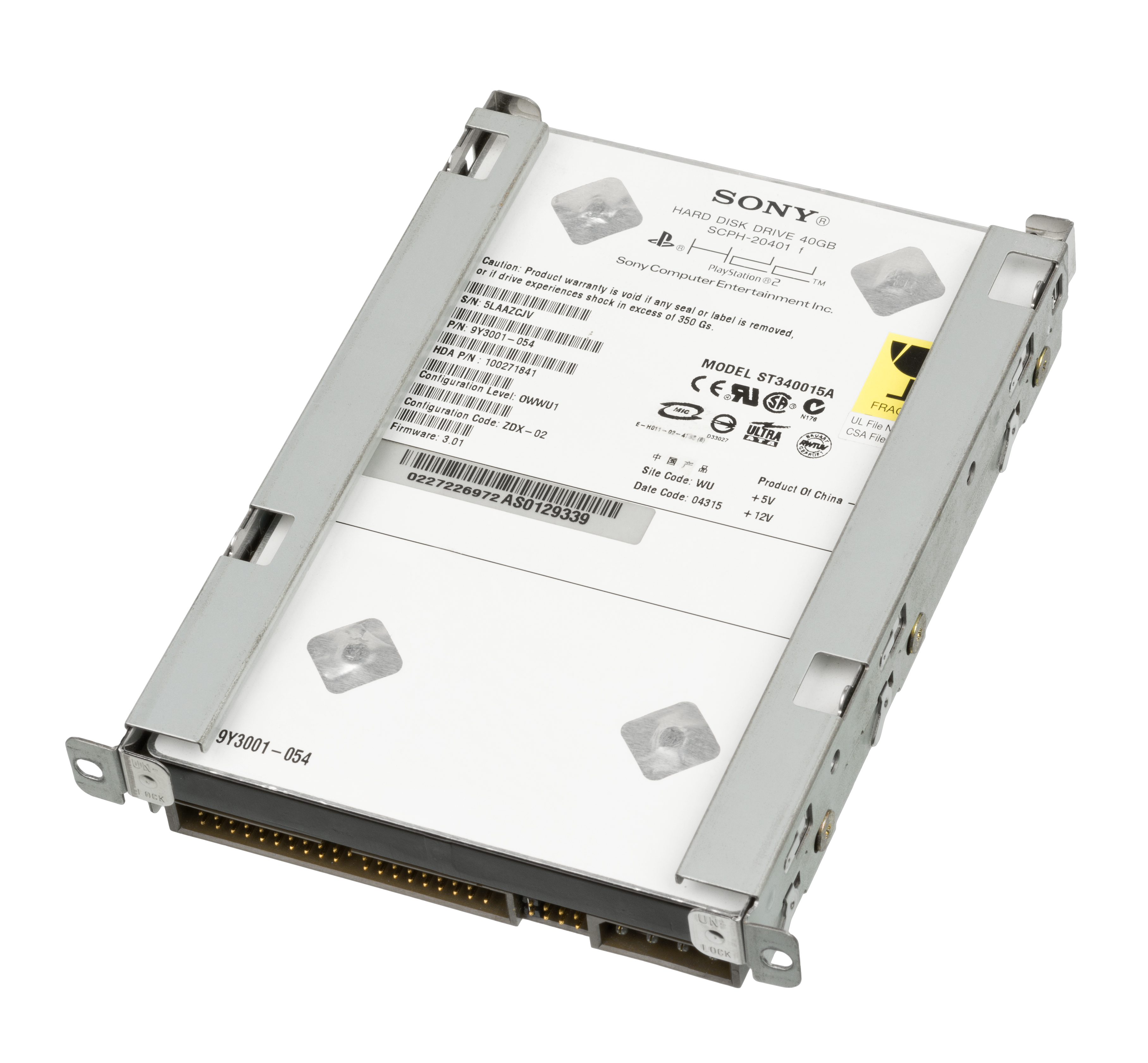
Disco duro de 40 GB para PlayStation 2

La unidad de disco duro PlayStation 2 (PS2 HDD) se lanzó el 19 de julio de 2001 en Japón (junto con el adaptador de red) y el 23 de marzo de 2004 en América del Norte. Requiere el adaptador de red para conectarse a la PlayStation 2 y recibir energía. El disco duro tiene 40 GB de capacidad que los juegos pueden utilizar para reducir el tiempo de carga al colocar datos en el disco duro temporalmente o hacer una copia de seguridad de los datos de la tarjeta de memoria. Debido a la protección de derechos de autor de MagicGate, los programas que se pueden iniciar directamente desde el disco duro (p. Ej. PlayStation Broadband Navigator, PlayOnline Viewer, Pop'n Music Puzzle-dama Online) están conectados al sistema cuando ese sistema los instala. El disco duro se puede transferir a otro sistema PlayStation 2 y se puede acceder a los archivos del disco duro, pero esos programas específicos no se pueden iniciar sin volver a instalarlos. Contrariamente a la creencia popular, no es necesario un reformateo completo del HDD al transferir el HDD entre consolas, o de lo contrario no sería útil tener el HDD preformateado y tener el software preinstalado, como es el caso de la unidad HDD norteamericana. Se incluye un disco de utilidades de disco duro para permitir el mantenimiento del disco duro (incluidas las utilidades de desfragmentación, reparación de disco y formateo, junto con un navegador de administrador de archivos) y, en Norteamérica, también se incluye Final Fantasy XI. Hay 35 juegos norteamericanos que admiten el HDD.
Maxtor y Seagate Technology produjeron los discos duros utilizados en estos kits.
El software no oficial llamado HD Loader (más tarde también HD Advance y Open PlayStation Loader) permite a los usuarios copiar juegos completos al HDD y ejecutarlos sin los discos. También permiten el uso de algunos discos duros de consumo estándar en la PS2, sin embargo, no serán compatibles con el software que espera el disco duro estándar de la PS2. Este software combinado con un disco duro permite jugar sin usar el disco original. Esto es deseable ya que protege los frágiles y quizás raros discos de juegos de daños, en algunos casos puede mejorar el rendimiento. Sin embargo, la práctica no está exenta de controversias. HDLoader evita los mecanismos habituales de protección contra copias integrados en la consola, lo que permite la piratería.

## Kit de Linux
El kit Linux para PlayStation 2 se lanzó en 2002 e incluía el software PlayStation 2 Linux, teclado, mouse, adaptador VGA (que requiere un monitor RGB con sincronización en verde), adaptador de red (solo Ethernet) y un disco duro de 40 GB.  Permite manejar la PlayStation 2 para que se pueda utilizar como una computadora personal.

## Hackeo y modificaciones
A partir de mediados de 2010, es posible instalar y utilizar PlayStation BB Navigator (PS-BBN) y HDD-OSD (HDD Utility-Disc) en todas las consolas PlayStation 2 de todas las regiones. Esto se puede lograr con el uso de archivos especiales "parcheados" para HDD-OSD, PS-BBN y una versión modificada de "uLaunch" (una pieza muy conocida del software casero de PlayStation 2) llamada "hacked-ule". Ahora también es posible instalar software homebrew en el HDD y hacerlo accesible a través del HDD-OSD y el "Game-Channel" de PS-BBN, como cualquier otro juego HDD oficial. Sin embargo, la instalación de dicho software casero en el disco duro aún requiere mucho trabajo en un editor hexadecimal. PS-BBN ahora también se puede traducir completamente a cualquier idioma dado; el proceso de traducción implica el uso de la versión "Beta-linux" para PlayStation 2 y un kernel especialmente compilado que da acceso a las particiones "APA-ReiserFS".
A partir de 2013, la mayoría (si no todos) los juegos que usan el HDD para instalar datos (para disminuir el tiempo de carga) y/o guardar/cargar (en lugar de usar una tarjeta de memoria) se pueden usar en cualquier consola PlayStation 2 de cualquier región y en cualquier HDD usando un Hex-Editor (o ATADPatcher v0.02) y algún tipo de software de arranque "ESR" (una pieza muy conocida de software casero para la PS2). Si se utiliza una copia "parcheada" de HDD-OSD y/o PlayStation BB Navigator (PS-BBN), los usuarios pueden ver todos los datos instalados actualmente de la misma manera que con el "SONY 40 GB HDD "(SCPH-20401).